# Leontina Costea
Leontina Costea (n. 6 octombrie 1891, Boziaș - d. 24 iulie 1976, Târnăveni) a fost un deputat în Marea Adunare Națională de la Alba Iulia, organismul legislativ reprezentativ al „tuturor românilor din Transilvania, Banat și Țara Ungurească”, cel care a adoptat hotărârea privind Unirea Transilvaniei cu România, la 1 decembrie 1918.:p. 77

## Activitate politică
Născută în localitatea Boziaș în anul 1891, Leontina a urmat studiile la Gimnaziul maghiar de stat din Târnăveni, devenind președinta femeilor din Boziaș. A fost numită delegată a Reuniunii femeilor române din comitatul Târnava Mică la Marea Adunare Națională din Alba Iulia de la 1 decembrie 1918.